# الجمعية الفلسفية الأردنية
الجمعية الفلسفية الأردنية وهي جمعية أردنية تأسست عام 1993 وتهدف لنشر الوعي الفلسفي بالمجتمع الأردني، وعقد مؤتمرات ودورات وندوات فلسفية، واجراء البحوث والدراسات في الفكر الفلسفي والعربي.